# Svatopluk Košvanec
Svatopluk Košvanec (2. ledna 1936 Ústí nad Labem – 28. května 2013 Ústí nad Labem) byl český jazzový pozounista (trombonista).
V letech 1959–1972 působil v amatérském Jazz Combu Ústí, poté přešel do orchestru činohry Národního divadla v Praze, od roku 1974 působil v TOČR a JOČR (Taneční a Jazzový orchestr Československého rozhlasu, současný název Big Band Českého rozhlasu). Souběžně byl v letech 1970–1981 členem Jazz Celluly Laca Décziho. Hrál též v trombonovém Pulec-oktetu, spolupracoval s mnoha dalšími jazzovými soubory. Jeho příbuzní dále pokračují v hudbě
Také vyučoval na Konzervatoři Jaroslava Ježka.